# Emílio Diniz da Silva
Emílio Diniz da Silva (Salvador, 19 de agosto de 1910 – 15 de agosto de 1996) foi um farmacêutico e médico brasileiro.
Graduado em farmácia (1930) e medicina (1932) pela Faculdade de Medicina da Bahia. Foi eleito membro da Academia Nacional de Medicina em 1975, sucedendo Raul Votta na Cadeira 95, que tem Joaquim Monteiro Caminhoá como patrono.